# Список природоохранных территорий города Хаген
В список природоохранных территорий включены природные заказники города Хаген (административный округ Арнсберг, земля Северный Рейн-Вестфалия, Германия). По данным на 2 декабря 2023 года таких территорий 24 общей площадью 583,8 га.

## Список
| Номер  | Название                                          | Община/ город | Евро-код (WDPA) | Категория IUCN | Защищаемые биотопы | Площадь (в га) | Число участков | Год отвода | Фотографии         |
| ------ | ------------------------------------------------- | ------------- | --------------- | -------------- | ------------------ | -------------- | -------------- | ---------- | ------------------ |
| HA-001 | Хюненпфорте (Huenenpforte)                        | Хаген         | 163812          | IV             | BK-4611-0252       | 5,65           | 1              | 1950       | другие изображения |
| HA-002 | Мастберг-Вайссенштайн (Mastberg und Weissenstein) | Хаген         | 164581          | IV             | BK-4611-0251       | 88,06          | 1              | 1991       | другие изображения |
| HA-003 | Ланге-Бёйме (Lange Bäume)                         | Хаген         | 164343          | IV             | BK-4611-0253       | 13,33          | 1              | 1991       | другие изображения |